# Третий дивизион чемпионата мира по хоккею с шайбой среди женщин 2022
Чемпионат мира по хоккею с шайбой среди женщин 2022 года во III-м дивизионе — спортивное соревнование по хоккею с шайбой под эгидой ИИХФ, которое прошло: с 4 по 9 апреля в Софие (Болгария) в группе А и с 22 по 25 марта в городе Белграде (Сербия) в группе B.
Из-за распространения коронавирусной инфекции COVID-19, Международная федерация хоккея (IIHF) отменила турнир 2021 года.

## Регламент турнира
- Группа А: команда, занявшая первое место, получит возможность играть в группе В второго дивизиона чемпионата мира 2023 года
- Группа В: команда, занявшая первое место, получит возможность играть в группе А.

### Группа A
- Сборная Бельгии вышла в группу В второго дивизиона 2023 года.

### Группа B
- Сборная Эстонии вышла в группу А третьего дивизиона 2023 года.

## Участвующие команды
В чемпионате примут участие 9 национальных команд — восемь из Европы, одна из Азии. сборная Украины опустилась из второго дивизиона, сборная Эстонии выступает впервые после 2008 года. Сборные Израиля, Сербии и Боснии и Герцеговины выступают впервые, а остальные команды пришли из третьего дивизиона 2020 года.
- Сборная Гонконга снялась с соревнований из-за пандемии COVID-19[1].
  - Сборная Ирана отказалась от участия в турнире из-за участия в нём сборной Израиля[2][3].
    - Сборная Украины снялась с соревнований из-за войны России против Украины
      - Сборная Румынии снялась с соревнований из-за пандемии COVID-19[4]

Группа A
| Сборная  | Квалификация                                                                  |
| -------- | ----------------------------------------------------------------------------- |
| Украина  | Заняла 6-е место в группе B второго дивизиона и опустилась оттуда в 2020 году |
| Бельгия  | Заняла 2-е место в третьем дивизионе 2020 года                                |
| Румыния  | Заняла 3-е место в третьем дивизионе 2020 года                                |
| Болгария | Заняла 4-е место в третьем дивизионе 2020 года                                |
| Литва    | Заняла 5-е место в третьем дивизионе 2020 года                                |
| Гонконг  | Заняла 6-е место в третьем дивизионе 2020 года                                |

Группа B
| Сборная              | Квалификация                    |
| -------------------- | ------------------------------- |
| Эстония              | 1-е выступление после 2008 года |
| Босния и Герцеговина | 1-е выступление                 |
| Израиль              | 1-е выступление                 |
| Сербия               | 1-е выступление                 |
| Иран                 | 1-е выступление                 |

## Группа А
- Сборные Гонконга и Румынии снялись с соревнований из-за пандемии COVID-19
- Сборная Украины не смогла участвовать из-за военных действий на Украине.

### Судьи
В группе А третьего дивизиона приняли участие 2 главных и 3 линейных судей
| Главные судьи - Драгомира Фиялова - Синем Туркмен | Линейные судьи - Юлия Йельмстрём (Julia Hjelmström) - Юлия Штрубе - Харриет Вег (Harriet Weegh) |

### Таблица
|  | Команда, переходящая в группу B второго дивизиона чемпионата мира 2023 года |

| М | Сборная  | И | В | ВО | ПО | П | ШЗ | ШП | РШ  | О |
| - | -------- | - | - | -- | -- | - | -- | -- | --- | - |
| 1 | Бельгия  | 4 | 3 | 0  | 0  | 1 | 26 | 3  | +23 | 9 |
| 2 | Литва    | 4 | 3 | 0  | 0  | 1 | 14 | 15 | -1  | 9 |
| 3 | Болгария | 4 | 0 | 0  | 0  | 4 | 5  | 27 | -22 | 0 |

### Результаты
Время местное (UTC+3).
| 4 апреля 2022 18:30 | Бельгия | 2 : 3 (0:2, 1:0, 1:1) | Литва | Зимний дворец спорта (София), София Зрителей: 201 |

| Отчёт  | Отчёт | Отчёт  | Отчёт | Отчёт                                                        |
| ------ | ----- | ------ | ----- | ------------------------------------------------------------ |
|        |       |        |       |                                                              |
|        |       |        |       | Судья: Синем Туркмен Линейные судьи: Юлия Штрубе Харриет Вег |
|        |       |        |       |                                                              |
|        |       |        |       |                                                              |
|        |       |        |       |                                                              |
|        |       |        |       |                                                              |
|        |       |        |       |                                                              |
| 20 мин | Штраф | 16 мин |       |                                                              |
|        |       |        |       |                                                              |
|        | 45    | Броски | 15    |                                                              |

| 5 апреля 2022 18:30 | Литва | 8 : 3 (3:1, 3:1, 2:1) | Болгария | Зимний дворец спорта (София), София Зрителей: 600 |

| Отчёт | Отчёт | Отчёт  | Отчёт | Отчёт                                                                |
| ----- | ----- | ------ | ----- | -------------------------------------------------------------------- |
|       |       |        |       |                                                                      |
|       |       |        |       | Судья: Драгомира Фиялова Линейные судьи: Юлия Йельмстрём Юлия Штрубе |
|       |       |        |       |                                                                      |
|       |       |        |       |                                                                      |
|       |       |        |       |                                                                      |
|       |       |        |       |                                                                      |
|       |       |        |       |                                                                      |
| 4 мин | Штраф | 6 мин  |       |                                                                      |
|       |       |        |       |                                                                      |
|       | 21    | Броски | 29    |                                                                      |

| 6 апреля 2022 18:30 | Бельгия | 8 : 0 (3:0, 1:0, 4:0) | Болгария | Зимний дворец спорта (София), София Зрителей: 350 |

| Отчёт | Отчёт | Отчёт  | Отчёт | Отчёт                                                            |
| ----- | ----- | ------ | ----- | ---------------------------------------------------------------- |
|       |       |        |       |                                                                  |
|       |       |        |       | Судья: Синем Туркмен Линейные судьи: Юлия Йельмстрём Харриет Вег |
|       |       |        |       |                                                                  |
|       |       |        |       |                                                                  |
|       |       |        |       |                                                                  |
|       |       |        |       |                                                                  |
|       |       |        |       |                                                                  |
| 6 мин | Штраф | 8 мин  |       |                                                                  |
|       |       |        |       |                                                                  |
|       | 27    | Броски | 16    |                                                                  |

| 7 апреля 2022 18:30 | Литва | 0 : 8 (0:0, 0:1, 0:7) | Бельгия | Зимний дворец спорта (София), София Зрителей: 120 |

| Отчёт | Отчёт | Отчёт  | Отчёт | Отчёт                                                                |
| ----- | ----- | ------ | ----- | -------------------------------------------------------------------- |
|       |       |        |       |                                                                      |
|       |       |        |       | Судья: Драгомира Фиялова Линейные судьи: Юлия Йельмстрём Юлия Штрубе |
|       |       |        |       |                                                                      |
|       |       |        |       |                                                                      |
|       |       |        |       |                                                                      |
|       |       |        |       |                                                                      |
|       |       |        |       |                                                                      |
| 4 мин | Штраф | 4 мин  |       |                                                                      |
|       |       |        |       |                                                                      |
|       | 6     | Броски | 53    |                                                                      |

| 8 апреля 2022 18:30 | Болгария | 2 : 3 (0:3, 2:0, 0:0) | Литва | Зимний дворец спорта (София), София Зрителей: 210 |

| Отчёт  | Отчёт | Отчёт  | Отчёт | Отчёт                                                        |
| ------ | ----- | ------ | ----- | ------------------------------------------------------------ |
|        |       |        |       |                                                              |
|        |       |        |       | Судья: Синем Туркмен Линейные судьи: Юлия Штрубе Харриет Вег |
|        |       |        |       |                                                              |
|        |       |        |       |                                                              |
|        |       |        |       |                                                              |
|        |       |        |       |                                                              |
|        |       |        |       |                                                              |
| 10 мин | Штраф | 12 мин |       |                                                              |
|        |       |        |       |                                                              |
|        | 37    | Броски | 23    |                                                              |

| 9 апреля 2022 18:30 | Болгария | 0 : 8 (0:4, 0:1, 0:3) | Бельгия | Зимний дворец спорта (София), София Зрителей: 301 |

| Отчёт | Отчёт | Отчёт  | Отчёт | Отчёт                                                                |
| ----- | ----- | ------ | ----- | -------------------------------------------------------------------- |
|       |       |        |       |                                                                      |
|       |       |        |       | Судья: Драгомира Фиялова Линейные судьи: Юлия Йельмстрём Харриет Вег |
|       |       |        |       |                                                                      |
|       |       |        |       |                                                                      |
|       |       |        |       |                                                                      |
|       |       |        |       |                                                                      |
|       |       |        |       |                                                                      |
| 2 мин | Штраф | 8 мин  |       |                                                                      |
|       |       |        |       |                                                                      |
|       | 15    | Броски | 30    |                                                                      |

## Группа B
- Сборная Ирана отказалась от участия в турнире из-за участия в нём сборной Израиля.

### Судьи
В группе B третьего дивизиона приняли участие 2 главных и 5 линейных судей
| Главные судьи - Сини Кауханен - Марико Дале | Линейные судьи - Байба Дзене - Лаура Пероннин - Эльва Хьялмарсдоттир - Люси Повова - Марен Фрёхауг (Maren Frøhaug) |

### Таблица
|  | Команда, выходящая в группу А третьего дивизиона чемпионата мира 2023 года |

| М | Сборная              | И | В | ВО | ПО | П | ШЗ | ШП | РШ  | О |
| - | -------------------- | - | - | -- | -- | - | -- | -- | --- | - |
| 1 | Эстония              | 3 | 3 | 0  | 0  | 0 | 24 | 1  | +23 | 9 |
| 2 | Сербия               | 3 | 2 | 0  | 0  | 1 | 11 | 5  | +6  | 6 |
| 3 | Босния и Герцеговина | 3 | 1 | 0  | 0  | 2 | 7  | 16 | -9  | 3 |
| 4 | Израиль              | 3 | 0 | 0  | 0  | 3 | 1  | 21 | -20 | 0 |

### Результаты
Время местное (UTC+1).
| 22 марта 2022 14:00 | Босния и Герцеговина | 5 : 1 (3:0, 2:1, 0:0) (Первая игра сборной Израиля) | Израиль | Ледовый дворец Пионир, Белград Зрителей: 37 |

| Отчёт | Отчёт                        | Отчёт                                                 | Отчёт                                                  | Отчёт                                                           |
| --- | ---------------------------- | ----------------------------------------------------- | ------------------------------------------------------ | --------------------------------------------------------------- |
| |                              |                                                       |                                                        |                                                                 |
| | Хана Садович — 00:00 — 60:00 | Вратари                                               | 00:00 — 50:29 — Яэль Фатиев 50:29 — 60:00 — Шели Зилха | Судья: Сини Кауханен Линейные судьи: Байба Дзене Лаура Пероннин |
| | Голы:                        |                                                       |                                                        | Судья: Сини Кауханен Линейные судьи: Байба Дзене Лаура Пероннин |
| Ирма Капич — 04:48 (мен.) Нейра Мулич — 10:57 (Кара Мехмедович) Ирма Капич — 18:55 (Эмина Сопович) Нейра Мулич — 23:46 (бол.) (Нейра Ходжич) Кара Мехмедович — 39:56 (Нада Виден, Майда Ханич) | 1:0 2:0 3:0 4:0 4:1 5:1      | 25:24 — Хен Котлер (Шани Котлер) (Первый гол сборной) |                                                        | Судья: Сини Кауханен Линейные судьи: Байба Дзене Лаура Пероннин |
| |                              |                                                       |                                                        | Судья: Сини Кауханен Линейные судьи: Байба Дзене Лаура Пероннин |
| |                              |                                                       |                                                        | Судья: Сини Кауханен Линейные судьи: Байба Дзене Лаура Пероннин |
| |                              |                                                       |                                                        | Судья: Сини Кауханен Линейные судьи: Байба Дзене Лаура Пероннин |
| 8 мин | Штраф                        | 8 мин                                                 |                                                        | Судья: Сини Кауханен Линейные судьи: Байба Дзене Лаура Пероннин |
| |                              |                                                       |                                                        |                                                                 |
| | 35                           | Броски                                                | 13                                                     |                                                                 |

| 22 марта 2022 17:30 | Эстония | 4 : 0 (2:0, 1:0, 1:0) | Сербия | Ледовый дворец Пионир, Белград Зрителей: 126 |

| Отчёт  | Отчёт | Отчёт  | Отчёт | Отчёт                                                               |
| ------ | ----- | ------ | ----- | ------------------------------------------------------------------- |
|        |       |        |       |                                                                     |
|        |       |        |       | Судья: Марико Дале Линейные судьи: Эльва Хьялмарсдоттир Люси Повова |
|        |       |        |       |                                                                     |
|        |       |        |       |                                                                     |
|        |       |        |       |                                                                     |
|        |       |        |       |                                                                     |
|        |       |        |       |                                                                     |
| 31 мин | Штраф | 10 мин |       |                                                                     |
|        |       |        |       |                                                                     |
|        | 20    | Броски | 15    |                                                                     |

| 23 марта 2022 14:00 | Израиль | 0 : 10 (0:5, 0:5, 0:0) (Самое крупное поражение сборной Израиля) | Эстония | Ледовый дворец Пионир, Белград Зрителей: 27 |

| Отчёт  | Отчёт                                                  | Отчёт | Отчёт                         | Отчёт                                                          |
| ------ | ------------------------------------------------------ | --- | ----------------------------- | -------------------------------------------------------------- |
|        |                                                        | |                               |                                                                |
|        | Шели Зилха — 00:00 — 29:13 Яэль Фатиев — 29:13 — 60:00 | Вратари | 00:00 — 60:00 — Трийну Тувике | Судья: Сини Кауханен Линейные судьи: Люси Повова Марен Фрёхауг |
|        | Голы:                                                  | |                               | Судья: Сини Кауханен Линейные судьи: Люси Повова Марен Фрёхауг |
|        | 0:1 0:2 0:3 0:4 0:5 0:6 0:7 0:8 0:9 0:10               | Эдит Пярник — 03:05 (Диана Кааресте) Арина Бенетис — 10:45 (Мерлин Гриффин) Эдит Пярник — 11:04 Хелен Махла — 16:49 Кристин Лаук — 19:00 (Диана Кааресте) Мерлин Гриффин — 25:41 (бол.) (Кайрийн Йыэметс (Jõemets Kairiin)) Леэт Кайре — 27:12 (Александра-Ольга Сеппар) Арина Бенетис — 27:48 (Мерлин Гриффин) Кристин Лаук — 35:44 (Кирке Кулла) Эдит Пярник — 38:40 (Диана Кааресте) |                               | Судья: Сини Кауханен Линейные судьи: Люси Повова Марен Фрёхауг |
|        |                                                        | |                               | Судья: Сини Кауханен Линейные судьи: Люси Повова Марен Фрёхауг |
|        |                                                        | |                               | Судья: Сини Кауханен Линейные судьи: Люси Повова Марен Фрёхауг |
|        |                                                        | |                               | Судья: Сини Кауханен Линейные судьи: Люси Повова Марен Фрёхауг |
| 10 мин | Штраф                                                  | 8 мин |                               | Судья: Сини Кауханен Линейные судьи: Люси Повова Марен Фрёхауг |
|        |                                                        | |                               |                                                                |
|        | 4                                                      | Броски | 69                            |                                                                |

| 23 марта 2022 17:30 | Босния и Герцеговина | 1 : 5 (0:1, 0:3, 1:1) | Сербия | Ледовый дворец Пионир, Белград Зрителей: 114 |

| Отчёт  | Отчёт | Отчёт  | Отчёт | Отчёт                                                               |
| ------ | ----- | ------ | ----- | ------------------------------------------------------------------- |
|        |       |        |       |                                                                     |
|        |       |        |       | Судья: Марико Дале Линейные судьи: Байба Дзене Эльва Хьялмарсдоттир |
|        |       |        |       |                                                                     |
|        |       |        |       |                                                                     |
|        |       |        |       |                                                                     |
|        |       |        |       |                                                                     |
|        |       |        |       |                                                                     |
| 10 мин | Штраф | 8 мин  |       |                                                                     |
|        |       |        |       |                                                                     |
|        | 6     | Броски | 23    |                                                                     |

| 25 марта 2022 14:00 | Эстония | 10 : 1 (2:0, 3:1, 5:0) | Босния и Герцеговина | Ледовый дворец Пионир, Белград Зрителей: 36 |

| Отчёт  | Отчёт | Отчёт  | Отчёт | Отчёт                                                        |
| ------ | ----- | ------ | ----- | ------------------------------------------------------------ |
|        |       |        |       |                                                              |
|        |       |        |       | Судья: Марико Дале Линейные судьи: Байба Дзене Марен Фрёхауг |
|        |       |        |       |                                                              |
|        |       |        |       |                                                              |
|        |       |        |       |                                                              |
|        |       |        |       |                                                              |
|        |       |        |       |                                                              |
| 12 мин | Штраф | 8 мин  |       |                                                              |
|        |       |        |       |                                                              |
|        | 33    | Броски | 6     |                                                              |

| 25 марта 2022 17:30 | Сербия | 6 : 0 (2:0, 2:0, 2:0) | Израиль | Ледовый дворец Пионир, Белград Зрителей: 153 |

| Отчёт | Отчёт                                                      | Отчёт   | Отчёт                       | Отчёт                                                           |
| --- | ---------------------------------------------------------- | ------- | --------------------------- | --------------------------------------------------------------- |
| |                                                            |         |                             |                                                                 |
| | Йована Корица — 00:00 — 49:33 Синтия Верес — 49:33 — 60:00 | Вратари | 00:00 — 60:00 — Яэль Фатиев | Судьи: Сини Кауханен Люси Повова Линейный судья: Лаура Пероннин |
| | Голы:                                                      |         |                             | Судьи: Сини Кауханен Люси Повова Линейный судья: Лаура Пероннин |
| Ханна Рац-Сабо — 07:02 (бол.) (Яна Радович) Йована Попов — 11:16 (Сара Стантич) Ана Милоданович — 26:49 (Йована Попов) Лила Рац-Сабо — 31:46 (Иветт Вастаг) Лила Рац-Сабо — 55:58 (Валентина Врхоци) Иветт Вастаг — 58:19 (Валентина Врхоци) | 1:0 2:0 3:0 4:0 5:0 6:0                                    |         |                             | Судьи: Сини Кауханен Люси Повова Линейный судья: Лаура Пероннин |
| |                                                            |         |                             | Судьи: Сини Кауханен Люси Повова Линейный судья: Лаура Пероннин |
| |                                                            |         |                             | Судьи: Сини Кауханен Люси Повова Линейный судья: Лаура Пероннин |
| |                                                            |         |                             | Судьи: Сини Кауханен Люси Повова Линейный судья: Лаура Пероннин |
| 12 мин | Штраф                                                      | 8 мин   |                             | Судьи: Сини Кауханен Люси Повова Линейный судья: Лаура Пероннин |
| |                                                            |         |                             |                                                                 |
| | 42                                                         | Броски  | 0                           |                                                                 |

### Видео
| Видео                          | Видео                         | Видео |
| ------------------------------ | ----------------------------- | ----- |
| Босния и Герцеговина — Израиль | Эстония — Сербия              |       |
| Израиль — Эстония              | Босния и Герцеговина — Сербия |       |
| Эстония — Босния и Герцеговина | Сербия — Израиль              |       |